# Guzmania
Die Pflanzengattung Guzmania gehört zur Familie der Bromeliengewächse (Bromeliaceae). Die etwa 220 Arten sind in der Neotropis weitverbreitet.

## Beschreibung

### Erscheinungsbild und Blätter
Guzmania-Arten sind ausdauernde krautige Pflanzen, die meist als Epiphyten wachsen. Alle Arten sind Trichterbromelien; ihre Sprossachse ist gestaucht und die Laubblätter stehen dicht in Rosetten zusammen. Die Blätter überdecken sich in der Weise, dass ein Trichter zum Sammeln von Wasser entsteht. Die parallelnervigen Laubblätter sind meist schwertförmig.

### Blütenstände und Blüten
Die oft leuchtend bunten Blütenstände sind bei vielen Arten lange haltbar und meist unverzweigt. Die zwittrigen Blüten sind dreizählig: Es sind jeweils drei Kelchblätter sowie Kronblätter und zwei mal drei Staubblätter vorhanden. Die drei Fruchtblätter sind zu einem Fruchtknoten verwachsen.

### Früchte und Samen
Es werden Kapselfrüchte gebildet. Die Samen haben einen „Fallschirm“, ähnlich wie bei der Pusteblume.

## Systematik und Verbreitung
Die Gattung Guzmania wurde 1802 durch Hipólito Ruiz Lopez und José Antonio Pavón y Jiménez aufgestellt. Der Gattungsname Guzmania ehrt den spanischen Apotheker und Pflanzensammler Anastasio Guzmán († 1807).
Die Gattung Guzmania Ruiz & Pav. gehört zusammen mit Racinaea, Mezobromelia und Tillandsia zur Tribus Tillandsieae.
Das weite neotropische Verbreitungsgebiet der Gattung Guzmania reicht von Florida über die Großen Antillen, Mexiko und Zentralamerika bis ins westliche Brasilien. Die meisten Guzmanien sind im nordwestlichen Südamerika in der tropischen Regenwaldzone der Anden von Kolumbien bis Ecuador verbreitet. Ein Zentrum der Artenvielfalt liegt in Costa Rica und Panama.
| Es gibt etwa 220 Guzmania-Arten mit etwa 26 Varietäten (Stand 2025): |
| - Guzmania acorifolia (Griseb.) Mez: Sie gedeiht epiphytisch in Nebelwäldern in Höhenlagen von 1260 bis 1950 Metern in Venezuela. - Guzmania acuminata L.B.Sm.: Sie gedeiht epiphytisch an Sträuchern in Höhenlagen von 720 bis 1200 Metern in Kolumbien und Ecuador. - Guzmania acutispica E.Gross: Sie gedeiht in Höhenlagen von etwa 300 Metern in Peru nur in Amazonas. - Guzmania adscendens H.Luther & K.Norton: Sie wurde 2013 aus Ecuador erstbeschrieben. Dieser Endemit gedeiht terrestrisch und epiphytisch in Höhenlagen von etwa 1000 Metern in Ecuador nur in Carchi. - Guzmania aequatorialis L.B.Sm.: Sie ist nur vom Typusfundort am Monte Cajanuma in der Nähe von Loja in der Provinz Loja in Ecuador bekannt. Sie wurde anhand eines in Montreal kultivierten Exemplars 1959 erstbeschrieben. - Guzmania albescens H.Luther & Determann: Sie gedeiht in Höhenlagen von etwa 700 Metern nur in der Provinz Esmeraldas in Ecuador. - Guzmania alborosea H.Luther (Syn.: Guzmania scherzeriana var. albiflora Rauh): Sie gedeiht in feuchten Wäldern in Höhenlagen von 600 bis 1250 Metern in Ecuador. - Guzmania alcantareoides H.Luther: Sie gedeiht in Höhenlagen von 1200 bis 1500 Metern in der Provinz Zamora-Chinchipe in Ecuador. - Guzmania alliodora E.Gross: Sie gedeiht im Nebelwald in Höhenlagen von 1800 bis 2200 Metern in Peru nur in der Region Pasco. - Guzmania altsonii L.B.Sm. emend. Gouda (Syn.: Guzmania pleiosticha sensu L.B.Sm. et auct. non Griseb.): Sie gedeiht terrestrisch oder epiphytisch in Höhenlagen von 400 bis 2300 Metern von Kolumbien bis Surinam und in Ecuador. - Guzmania ×amoena H.Luther: Diese Naturhybride aus Guzmania kraenzliniana × Guzmania longipetala gedeiht in Höhenlagen von etwa 800 Metern nur in der Provinz Carchi in Ecuador. - Guzmania amplectens L.B.Sm.: Sie gedeiht in Höhenlagen von etwa 840 Metern in Kolumbien nur in Narino. - Guzmania anae Wisnev: Dies ist 2021 ein neuer Name für Guzmania spectabilis (Mez & Wercklé) J.Utley: Sie gedeiht in Höhenlagen von 900 bis 1500 Metern in Costa Rica. - Guzmania andreana (E.Morren) Mez: Sie gedeiht in Höhenlagen von 1000 bis 1800 Metern in Kolumbien nur in Narino. - Guzmania andreettae Rauh: Dieser Endemit gedeiht in Höhenlagen von etwa 1800 Metern im Nebelwald nur in Cuenca im südlichen Ecuador. - Guzmania angustifolia (Baker) Wittmack: Von dieser kleinbleibenden Art gibt es zwei Varietäten: - Guzmania angustifolia (Baker) Wittmack var. angustifolia (Syn.: Guzmania bulliana André, Guzmania caulescens Mez & Sodiro ex Mez): Sie gedeiht epiphytisch in Wäldern in Höhenlagen von 1050 bis 1750 Metern in Nicaragua, Panama, Kolumbien und Ecuador. - Guzmania angustifolia var. nivea L.B.Sm.: Sie kommt nur in Höhenlagen von etwa 1350 Metern im kolumbianischen Narino vor. - Guzmania apiculata L.B.Sm.: Sie gedeiht epiphytisch in tropischen Wäldern in Höhenlagen von 1300 bis 1500 Metern in Peru. - Guzmania armeniaca H.Luther: Dieser Endemit gedeiht in Höhenlagen von 600 bis 800 Metern nur am Cero Jefe in der Provinz Panamá in Panama. - Guzmania asplundii L.B.Sm.: Sie gedeiht epiphytisch im Gebüsch und in Wäldern in Höhenlagen von 1050 bis 1100 Metern in Ecuador nur in Napo. - Guzmania atrocastanea H.Luther: Dieser Endemit wurde bisher nur in einer Höhenlage von etwa 2500 Metern an der Straße von Sig Sig bis Chiguinda in der Provinz Morona-Santiago in Ecuador gefunden. - Guzmania attenuata L.B.Sm. & R.W.Read: Dieser Endemit wurde bisher nur am Südhang des westlichsten Gipfels des Cerro Tacarcuna-Massiv zwischen dem Pucro-Basiscamp und dem Tecaracuna-Gipfelcamp in Höhenlagen von 1400 bis 1600 Metern in der Provinz Darién in Panama gefunden. Er gedeiht als Epiphyt im tiefergelegenen, feuchten Bergwald. - Guzmania bakeri (Wittmack) Mez (Syn.: Guzmania drewii L.B.Sm., Guzmania elongata Mez & Sodiro ex Mez): Sie gedeiht epiphytisch im Dickicht und in Regenwäldern in Höhenlagen von 900 bis 3200 Metern in Ecuador sowie Kolumbien. - Guzmania bergii H.Luther: Dieser Endemit wurde bisher nur in einer Höhenlage von etwa 1800 Metern 10 bis 15 km westlich von Limon an der Straße Gualeceo in der Provinz Morona-Santiago in Ecuador gefunden. - Guzmania berteroniana (Schultes f.) Mez: Sie gedeiht terrestrisch und epiphytisch in Wäldern in Höhenlagen von 390 bis 1200 Metern in Panama, Puerto Rico und in der Dominikanischen Republik. - Guzmania besseae H.Luther: Sie gedeiht in Höhenlagen von 2100 bis 2600 Metern in Bolivien nur in Cochabamba. - Guzmania betancurii H.Luther: Sie wurde 1999 erstbeschrieben. Dieser Endemit gedeiht terrestrisch in Höhenlagen von 1300 bis 1700 Metern in Kolumbien nur in Antioquia. - Guzmania bicolor L.B.Sm.: Dieser Endemit kommt in Kolumbien nur in Valle vor. - Guzmania bipartita L.B.Sm.: Sie gedeiht epiphytisch in Wäldern in Höhenlagen von 750 bis 900 Metern in Ecuador und Peru. - Guzmania blassii Rauh: Sie gedeiht im Regenwald in Costa Rica (es wurde kein genauer Fundort angegeben). - Guzmania brackeana Manzanares: Sie wurde 2002 erstbeschrieben. Dieser Endemit gedeiht terrestrisch an sumpfigen Standorten in Höhenlagen von etwa 2000 Metern in der Cordillera del Condor in Ecuador nur in Zamora-Chinchipe. - Guzmania bracteosa (André) André ex Mez (Syn.: Guzmania fusispica Mez & Sodiro): Sie gedeiht in Wäldern in Höhenlagen von 1500 bis 2000 Metern in Ecuador nur in Pichincha. - Guzmania brasiliensis Ule: Sie gedeiht epiphytisch in Wäldern in Höhenlagen von 125 bis 760 Metern von Kolumbien über Venezuela bis Brasilien. - Guzmania breviscapa H.Luther: Sie wurde 1998 anhand eines kultivierten Exemplars erstbeschrieben. Sie gedeiht epiphytisch nur im kolumbianischen Choco. - Guzmania brevispatha Mez: Dieser Endemit gedeiht terrestrisch in strauchartigen Wäldern in Höhenlagen von 2000 bis 2500 Metern nur in der peruanischen Region Huanuco. - Guzmania butcheri Rauh: Dieser kleinbleibende Endemit gedeiht epiphytisch im Wald in einer Höhenlage von etwa 100 Metern nur in der Nähe von El Boquette in Chiriqui in Panama. - Guzmania cabrerae Gilmartin: Dieser Endemit gedeiht epiphytisch in feuchten Primär- oder Sekundärwäldern in einer Höhenlage von etwa 2000 Metern nur im kolumbianischen Valle. - Guzmania calamifolia André ex Mez: Es gibt zwei Varietäten: - Guzmania calamifolia André ex Mez var. calamifolia: Sie gedeiht epiphytisch in Wäldern in Höhenlagen von 5 bis 1000 Metern von Panama über Kolumbien bis Ecuador. - Guzmania calamifolia var. rosacea J.R.Grant: Sie wurde 1998 erstbeschrieben. Sie wurde bisher nur in einer Höhenlage von etwa 700 Metern in Cocle in Panama gefunden. - Guzmania calothyrsus Mez: Sie gedeiht epiphytisch und lithophytisch in Savannen in Höhenlagen von 250 bis 750 Metern in Kolumbien und Bolivien. - Guzmania candelabrum (André) André ex Mez: Sie gedeiht epiphytisch in Wäldern in Höhenlagen von 2400 bis 3300 Metern in Kolumbien. - Guzmania caricifolia (André ex Baker) L.B.Sm.: Dieser Endemit gedeiht epiphytisch in Wäldern in Höhenlagen von 840 bis 1100 Metern nur im kolumbianischen Narino. - Guzmania cerrohoyaensis H.Luther: Sie wurde 2001 erstbeschrieben. Sie wurde bisher nur in terrestrisch in einem feuchten Wald wachsend im Gipfelbereich des Cerro Hoya in einer Höhenlage von etwa 1400 Metern in Panama in der Provinz Veraguas gefunden. - Guzmania cinnabarina H.Luther & K.Norton: Sie gedeiht epiphytisch in Höhenlagen von 900 bis 950 Metern in Panama in den Provinzen Panama sowie Cocle. - Guzmania circinnata Rauh: Sie gedeiht epiphytisch und terrestrisch in Bergwäldern in Höhenlagen von 800 bis 1000 Metern in Panama nur in der Provinz Chiriqui. - Guzmania claviformis H.Luther: Sie gedeiht in Höhenlagen von 1100 bis 1300 Metern in Ecuador in Morona Santiago und in Peru nur in der Region San Martin. - Guzmania compacta Mez (Syn.: Guzmania capitulata Mez & Wercklé): Sie gedeiht in Regenwäldern in Nicaragua, Costa Rica, sowie Panama. - Guzmania condensata Mez & Wercklé (Syn.: Guzmania costaricensis Mez & Wercklé, Guzmania thyrsoidea Rauh): Sie gedeiht epiphytisch in Wäldern in Höhenlagen von 900 bis 1300 Metern in Costa Rica. - Guzmania condorensis H.Luther: Dieser Endemit gedeiht in einer Höhenlage von etwa 1200 Metern in Ecuador nur in Zamora-Chinchipe. - Guzmania confinis L.B.Sm. (Syn.: Guzmania confusa var. foetida Rauh): Sie gedeiht terrestrisch im Paramo in Höhenlagen von 3100 bis 3500 Metern in Kolumbien und Venezuela. - Guzmania confusa L.B.Sm.: Sie gedeiht in Wäldern in Höhenlagen von 1250 bis 1400 Metern in Kolumbien nur in Valle. - Guzmania conglomerata H.Luther: Sie gedeiht epiphytisch in Höhenlagen von etwa 600 Metern in Kolumbien und in Ecuador nur in Los Rios. - Guzmania conifera (André) André ex Mez: Sie gedeiht terrestrisch und epiphytisch in Wäldern in Höhenlagen von etwa 1500 Metern in Ecuador und Peru. - Guzmania coriostachya (Griseb.) Mez (Syn.: Guzmania michelii Mez, Guzmania nigrescens (Andre) Mez, Guzmania strobilifera Mez & Wercklé): Sie gedeiht terrestrisch und epiphytisch in Wäldern in Höhenlagen von 275 bis 2600 Metern in Costa Rica, Panama, Kolumbien, Ecuador und Venezuela. - Guzmania corniculata H.Luther: Dieser Endemit gedeiht epiphytisch in einer Höhenlage von etwa 600 Metern in Ecuador nur in Esmeraldas. - Guzmania cuatrecasasii L.B.Sm.: Sie ist nur vom Typusmaterial, das 1940 in einem offenen Wald in Cajon de Pulido in der Schlucht des Rio Hacha am Osthang der Cordillera Oriental in einer Höhenlage von etwa 1700 Metern im kolumbianischen Caqueta gesammelt wurde, bekannt. - Guzmania cundinamarcae Gouda: Sie wurde 2022 aus dem kolumbianischen Cundinamarca erstbeschrieben. - Guzmania cuzcoensis L.B.Sm.: Sie ist nur vom Typusmaterial, das 1968 in einem dichten, immer feuchten und tropfenden, dunklen Nebelwald in Höhenlagen von 2150 bis 2200 Metern am Camp 3, La Convencion in der peruanischen Region Cuzco gesammelt wurde, bekannt. - Guzmania cylindrica L.B.Sm.: Sie gedeiht epiphytisch in Regenwäldern in Höhenlagen von 600 bis 1150 Metern in Kolumbien und Venezuela. - Guzmania dalstroemii H.Luther: Dieser Endemit gedeiht epiphytisch in einer Höhenlage von etwa 2500 Metern in Ecuador nur in Tungurahua. - Guzmania danielii L.B.Sm.: Sie gedeiht in Regenwäldern in Höhenlagen von etwa 1950 Metern in Kolumbien. - Guzmania darienensis H.Luther: Sie wurde bisher nur epiphytisch in Höhenlagen von 800 bis 840 Metern im Nationalpark Darien in der Nähe des Cerro Sapo in Panama in Darien gefunden. - Guzmania delicatula L.B.Sm.: Dieser Endemit gedeiht in einer Höhenlage von etwa 1500 Metern nur im kolumbianischen Caldas. - Guzmania densiflora Mez: Sie gedeiht epiphytisch in Wäldern in Höhenlagen von 1650 bis 2800 Metern im kolumbianischen Cauca sowie Meta. - Guzmania densispica Gouda & Manzan.: Sie wurde 2017 aus Ecuador erstbeschrieben und gedeiht in einer Höhenlage von etwa 1670 Metern in der Provinz El Oro. - Guzmania desautelsii L.B.Sm. & R.W.Read: Sie gedeiht in feuchten Wäldern in Höhenlagen von 300 bis 1200 Metern in Costa Rica sowie Panama. - Guzmania devansayana E.Morren: Sie gedeiht in Wäldern in Höhenlagen von 1850 bis 2050 Metern von Ecuador bis Peru. - Guzmania diazii H.Luther: Sie wurde 2003 erstbeschrieben. Sie gedeiht terrestrisch in Höhenlagen von 500 bis 700 Metern nur in der peruanischen Region Amazonas. - Guzmania diffusa L.B.Sm.: Sie gedeiht epiphytisch in Paramo-Wäldern in Höhenlagen von 1875 bis 2950 Metern in Kolumbien sowie Ecuador. - Guzmania dissitiflora (André) L.B.Sm.: Sie gedeiht epiphytisch in Wäldern in Höhenlagen von 100 bis 1300 Metern in Costa Rica, Panama sowie Kolumbien. Sie wird als Zierpflanze verwendet. - Guzmania donnell-smithii Mez ex DonnellSm. - Guzmania dudleyi L.B.Sm.: Dieser Endemit gedeiht terrestrisch in einer Höhenlage von etwa 1290 Metern nur in der peruanischen Region Huanuco. - Guzmania dussii Mez: Sie gedeiht epiphytisch in Wäldern in einer Höhenlage von etwa 1000 Metern nur auf den Inseln unter dem Winde. - Guzmania ecuadorensis Gilmartin: Dieser Endemit gedeiht in einer Höhenlage von etwa 2500 Metern in Ecuador nur in Bolivar. - Guzmania eduardii André ex Mez: Sie gedeiht epiphytisch in Wäldern in Höhenlagen von 100 bis 1200 Metern in Kolumbien. - Guzmania ekmanii (Harms) Harms ex Mez: Sie gedeiht epiphytisch in Bergwäldern in Höhenlagen von 750 bis 1450 Metern nur auf der Insel Hispaniola. - Guzmania elvallensis H.Luther: Sie gedeiht epiphytisch in Höhenlagen von 600 bis 1000 Metern in Panama nur in Cocle. - Guzmania erythrolepis Brongniart ex Planchon: Sie gedeiht lithophytisch auf Kalkstein oder epiphytisch in Wäldern in Höhenlagen von 600 bis 1000 Metern in Panama und auf den Großen Antillen. - Guzmania farciminiformis H.Luther: Sie gedeiht epiphytisch in Höhenlagen von 1100 bis 1700 Metern in Ecuador in Napo sowie Pastaza. - Guzmania fawcettii Mez: Das Typusmaterial stammt aus Jamaica. - Guzmania ferruginea Rauh: Sie wurde 2010 erstbeschrieben. Sie gedeiht in dichten Beständen terrestrisch oder lithophytisch in Höhenlagen von 900 bis 1200 Metern nur in der peruanischen Region Amazonas. - Guzmania filicaulis Gouda: Die Erstbeschreibung erfolgte 2023. Sie gedeiht epiphytisch in einem Nebelwald in Höhenlagen von etwa 2000 Metern im kolumbianischen Antioquia. - Guzmania filiorum L.B.Sm.: Sie gedeiht auf Bäumen in Panama. - Guzmania flagellata S.Pierce & J.R.Grant (Syn.: Guzmania virescens var. laxior L.B.Sm.): Dieser Name wurde 2002 erstveröffentlicht. Sie gedeiht terrestrisch und epiphytisch im Nebelwald in einer Höhenlage von etwa 800 Metern in Panama nur in der Provinz Panamá. - Guzmania foetida Rauh: Sie gedeiht terrestrisch und epiphytisch im Bergwäldern in Höhenlagen von etwa 1200 Metern in Ecuador. - Guzmania formosa H.Luther: Sie wurde 2000 erstbeschrieben. Sie wurde bisher nur epiphytisch in dichten Beständen in einem Eichenwald in einer Höhenlage von etwa 2200 Meter wachsend im Municipio Urrao, Corregimiento de Pabon im kolumbianischen Antioquia gefunden. - Guzmania fosteriana L.B.Sm.: Sie gedeiht epiphytisch in Höhenlagen von 600 bis 1350 Metern in Ecuador nur in Pichincha. - Guzmania fuerstenbergiana (Kirchhoff & Wittm.) Wittm.: Sie gedeiht epiphytisch in Regenwäldern in Höhenlagen von 0 bis 1360 Metern in Ecuador in Esmeraldas, Guayas, Imbabura, Pichincha, Bolivar sowie Napo. - Guzmania fuquae H.Luther & Determann: Sie gedeiht auf Felsen in Höhenlagen von 700 bis 800 Metern in Ecuador nur in Esmeraldas. - Guzmania garciaensis Rauh: Sie gedeiht in Nebelwäldern in Höhenlagen von etwa 2000 Metern nur in der peruanischen Region Amazonas. - Guzmania glaucophylla Rauh: Sie gedeiht terrestrisch in Nebelwäldern in Höhenlagen von 2000 bis 2300 Metern nur in der peruanischen Region Pasco. - Guzmania globosa L.B.Sm.: Sie gedeiht terrestrisch und epiphytisch in Wäldern in Höhenlagen von 80 bis 705 Metern in Kolumbien und Peru. - Guzmania glomerata Mez & Wercklé: Sie gedeiht epiphytisch in Wäldern in Höhenlagen von 0 bis 2150 Metern in Costa Rica, Panama sowie Kolumbien. - Guzmania gloriosa (André) André ex Mez (Syn.: Guzmania columnaris Mez & Sodiro, Guzmania squarrosa forma lutea Oliva-Esteve): Sie gedeiht epiphytisch in Wäldern in Höhenlagen von 2500 bis 3000 Metern in Kolumbien und Ecuador. - Guzmania goudotiana Mez: Sie gedeiht in Wäldern in Höhenlagen von 1200 bis 2600 Metern in Kolumbien. - Guzmania gracilior Mez: Sie gedeiht terrestrisch oder lithophytisch an offenen Gipfelbereichen und Hängen in Höhenlagen von 705 bis 2400 Metern in Kolumbien. - Guzmania gracilis H.Luther: Sie wurde 2007 erstbeschrieben. Sie wurde bisher nur epiphytisch im Primärwald gedeihend in Höhenlagen von etwa 610 Metern nur in der peruanischen Region Pasco gefunden. - Guzmania graminifolia (André ex Baker) L.B.Sm.: Sie gedeiht epiphytisch in Wäldern in Höhenlagen von 1250 bis 1650 Metern in Kolumbien und Ecuador. - Guzmania harlingii H.Luther: Sie wurde bisher nur im Reserva Endesa in der ecuadorianischen Provinz Pichincha in Höhenlagen von etwa 800 Metern gefunden. - Guzmania hedychioides L.B.Sm.: Dieser Endemit gedeiht epiphytisch im Nebelwald in einer Höhenlage von etwa 1700 Metern in Venezuela nur in Aragua. - Guzmania henniae H.Luther: Dieser Endemit gedeiht epiphytisch in einer Höhenlage von etwa 1050 Metern in Ecuador nur in Morona-Santiago. - Guzmania herrerae H.Luther & W.J.Kress: Sie gedeiht in Höhenlagen von 600 bis 700 Metern in Costa Rica. - Guzmania hirtzii H.Luther: Sie gedeiht in Höhenlagen von 1700 bis 2500 Metern in Ecuador in Napo sowie Tungurahua. - Guzmania hitchcockiana L.B.Sm.: Sie gedeiht epiphytisch in Wäldern in Höhenlagen von 270 bis 600 Metern in Kolumbien und Ecuador. - Guzmania hollinensis H.Luther: Dieser Endemit gedeiht in einer Höhenlage von etwa 1300 Metern in Ecuador nur in Napo. - Guzmania inexpectata H.Luther: Dieser Endemit gedeiht in Höhenlagen von 600 bis 700 Metern in Ecuador in Esmeraldas. - Guzmania inkaterrae Gouda & C.Soto: Sie wurde 2012 aus Peru erstbeschrieben. - Guzmania izkoi Manzanares & W.Till: Sie wurde 2000 erstbeschrieben. Sie wurde bisher nur epiphytisch in einer Höhenlage von etwa 1620 Meter wachsend Cordillera de los Guacamayos im Tal Pigui Yacu in der ecuadorianischen Provinz Napo gefunden. - Guzmania jaramilloi H.Luther: Sie gedeiht in Höhenlagen von 1100 bis 2200 Metern in Ecuador in Imbabura sowie Pichincha. - Guzmania kalbreyeri (Baker) L.B.Sm.: Sie gedeiht epiphytisch in Regenwäldern in Höhenlagen von 2000 bis 2600 Metern in Kolumbien. - Guzmania kareniae H.Luther & K.Norton: Sie wurde 2007 erstbeschrieben. Sie gedeiht epiphytisch in Nebelwäldern in Höhenlagen von 750 bis 1100 Metern nur in der ecuadorianischen Provinz Imbabura. - Guzmania kentii H.Luther: Dieser Endemit gedeiht in Höhenlagen von 1500 bis 1700 Metern nur in der ecuadorianischen Provinz Imbabura. - Guzmania killipiana L.B.Sm.: Sie gedeiht terrestrisch an feuchten Hängen in Höhenlagen von 1900 bis 2800 Metern in Peru nur in Junin und in Bolivien nur in Cochabamba. - Guzmania kraenzliniana Wittmack: Sie gedeiht in sehr feuchten Wäldern in Höhenlagen von 705 bis 2000 Metern in Kolumbien. - Guzmania kressii H.Luther & K.Norton: Sie wurde 2007 erstbeschrieben. Sie gedeiht terrestrisch oder epiphytisch in Höhenlagen von 2000 bis 3000 Metern in Kolumbien nur in Choco. - Guzmania laeta H.Luther: Sie wurde 2000 erstbeschrieben. Sie gedeiht epiphytisch oder terrestrisch in Höhenlagen von 1250 bis 1750 Metern in Kolumbien nur in Antioquia. - Guzmania lehmanniana (Wittmack) Mez: Sie gedeiht in Höhenlagen von 2200 bis 2600 Metern in Kolumbien nur in Cauca. - Guzmania lemeana Manzanares: Sie wurde 2004 erstbeschrieben. Sie gedeiht terrestrisch oder epiphytisch im Wald auf Sträuchern oder kleinen Bäumen auf einem flachen Quarzplateau auf dem die Entwicklung von Pflanzen durch Nährstoffmangel limitiert ist in Höhenlagen von 1000 bis 1200 Metern nur in der ecuadorianischen Provinz Morona-Santiago. - Guzmania leonard-kentiana H.Luther & K.Norton: Sie wurde 2009 erstbeschrieben. Sie wurde bisher nur terrestrisch in einer Höhenlage von etwa 1200 Metern wachsend in der peruanischen Region San Martin gefunden. - Guzmania lepidota (André) André ex Mez: Dieser Endemit gedeiht in dichten Wäldern nur an der Basis des Vulkan Pululagua in einer Höhenlage von etwa 2000 Metern in der ecuadorianischen Provinz Pichincha. - Guzmania lindenii (André) André ex Mez (Syn.: Guzmania bismarckii Rauh): Dieser Endemit gedeiht terrestrisch in Wäldern in den peruanischen Regionen Loreto, San Martin, Amazonas sowie Pasco. - Guzmania lingulata (L.) Mez (Syn: Guzmania lingulata var. minor (Mez) L.B.Sm. & Pittendr.): Sie gedeiht epiphytisch und lithophytisch in Wäldern von Guatemala über Zentralamerika bis Kolumbien sowie Brasilien und auf Karibischen Inseln. Über die Varietäten wird kontrovers diskutiert; sie ist als Elternteil an vielen Hybriden beteiligt: - Guzmania lingulata var. cardinalis (André) André ex Mez (Syn.: Guzmania cardinalis (André) Mez): Sie gedeiht epiphytisch in Wäldern in Höhenlagen von 0 bis 1000 Metern in Kolumbien und Ecuador. - Guzmania lingulata var. concolor Proctor & Cedeño-Maldonado: Sie gedeiht terrestrisch oder epiphytisch meist in Beständen an der Basis von Baumstämmen. Sie ist in Belize, Kuba, Hispaniola, Puerto Rico, auf den Kleinen Antillen, Trinidad und Tobago sowie im nördlichen Südamerika mit Bolivien als südlichsten Fundort verbreitet. - Guzmania lingulata var. flammea (L.B.Sm.) L.B.Sm. (Syn.: Guzmania minor var. flammea L.B.Sm.): Sie gedeiht epiphytisch in Wäldern in Höhenlagen von 5 bis 1000 Metern in Kolumbien und Ecuador. - Guzmania lingulata (L.) Mez var. lingulata (Syn.: Guzmania lingulata var. splendens (Planch.) Mez): Sie gedeiht epiphytisch in Wäldern in Höhenlagen von 250 bis 1100 Metern in Belize, auf Karibischen Inseln und in Südamerika bis Bolivien sowie Brasilien. - Guzmania ×litaensis H.Luther: Diese Naturhybrid aus Guzmania rosea × Guzmania testudinis gedeiht in Höhenlagen von 500 bis 600 Metern nur in der ecuadorianischen Provinz Esmeraldas. - Guzmania loeflingiana BY.Vivas & B.Hoist: Die Erstbeschreibung erfolgte 2013. Sie gedeiht epiphytisch in feuchten Lorbeer- und Nebelwäldern in Höhenlagen von 200 bis 1600 Metern Venezuela in Aragua, Falcon, Lara, Miranda sowie Yaracuy. - Guzmania longibracteata Betancur & Salinas: Die Erstbeschreibung erfolgte 2003. Sie wurde bisher nur epiphytisch in einem feuchten Primärwald in einer Höhenlage von etwa 200 Metern wachsend in Kolumbien in Vaupes gefunden. - Guzmania longipetala (Baker) Mez: Sie gedeiht in Wäldern in Höhenlagen von 700 bis 1200 Metern. - Guzmania loraxiana J.R.Grant: Sie kommt in Panama nur in Chiriqui vor. - Guzmania lychnis L.B.Sm.: Sie gedeiht im Paramo Nebelwald in Höhenlagen von 2200 bis 3300 Metern in Kolumbien, Venezuela sowie Ecuador. - Guzmania macropoda L.B.Sm. (Syn.: Guzmania sprucei var. dressleri Rauh): Sie gedeiht in einer Höhenlage von etwa 200 Metern in Panama. - Guzmania madisonii H.Luther: Sie gedeiht in Höhenlagen von 1200 bis 1800 Metern in den ecuadorianischen Provinzen Morona-Santiago sowie Zamora-Chinchipe. - Guzmania manzanaresiorum H.Luther: Die Erstbeschreibung erfolgte 2000. Sie gedeiht in einer Höhenlage von etwa 900 Metern in der ecuadorianischen Provinz Pastaza. - Guzmania marantoidea (Rusby) H.Luther (Syn.: Guzmania rionievensis Rauh): Sie gedeiht an Hängen an der Amazonasseite der Anden in Höhenlagen von 900 bis 2700 Metern in Ecuador, Peru sowie Bolivien. - Guzmania megastachya (Baker) Mez (Syn.: Guzmania magna (Baker) Mez): Sie gedeiht epiphytisch in Wäldern in Höhenlagen von 600 bis 1150 Metern nur auf den Kleinen Antillen. - Guzmania melinonis Regel (Syn.: Guzmania erythrocephala hort. ex Baker): Sie gedeiht lithophytisch auf Kalkstein oder epiphytisch in Wäldern in Höhenlagen von 150 bis 3000 Metern von Panama über die Großen Antillen bis Kolumbien, Ecuador, Bolivien, Surinam, Französisch-Guyana sowie Brasilien. - Guzmania membranacea L.B.Sm. & Steyermark: Sie wurde bisher nur epiphytisch im unteren Bereich des Stammes von Bäumen in Nebelwäldern wachsen in Höhenlagen von 1250 bis 1273 Metern in Venezuela in Sucre gefunden. - Guzmania mitis L.B.Sm.: Sie gedeiht epiphytisch in Wäldern in Höhenlagen von 1600 bis 3300 Metern in Costa Rica, Kolumbien, Venezuela sowie Ecuador. - Guzmania monostachia (L.) Rusby ex Mez: Sie gedeiht epiphytisch oder manchmal terrestrisch in Wäldern in Höhenlagen von 2 bis 2000 Metern und ist von Florida über die Karibischen Inseln und Nicaragua bis Brasilien sowie Peru weitverbreitet. Es gibt zwei Formen: - Guzmania monostachia forma alba (Ariza-Julia) Gouda (Syn.: Guzmania monostachia var. alba Ariza-Julia) - Guzmania monostachia forma monostachia (Syn.: Guzmania clavata (Lamarck) Urb., Guzmania comosa Bertero ex Schult. & Schult. f., Guzmania fragrans hort. ex Baker, Guzmania laxa Mez & Sodiro ex Mez, Guzmania maculata hort. ex Baker, Guzmania platysepala Mez et C.F.Baker, Guzmania sympaganthera (Ruiz & Pavon) Beer, Guzmania tricolor Ruiz & Pav.) - Guzmania morreniana (Linden hortus) Mez: Sie gedeiht epiphytisch oder terrestrisch in Wäldern in Höhenlagen von 1500 bis 2050 Metern in Peru sowie Ecuador. - Guzmania mosquerae (Wittmack)Mez: Sie gedeiht epiphytisch oder terrestrisch in Wäldern und auf dem Paramo in Höhenlagen von 2400 bis 3350 Metern in Kolumbien sowie Ecuador. - Guzmania mucronata (Griseb.) Mez: Sie gedeiht epiphytisch in Wäldern oder manchmal lithophytisch in Höhenlagen von 60 bis 1950 Metern in Venezuela. - Guzmania multiflora (André) André ex Mez: Sie gedeiht epiphytisch im Dickicht und in Wäldern in Höhenlagen von 900 bis 3350 Metern in Kolumbien sowie Ecuador. - Guzmania musaica (Linden & André) Mez: Es gibt fünf Varietäten: - Guzmania musaica var. concolor L.B.Sm.: Sie gedeiht epiphytisch in Wäldern in Höhenlagen von 10 bis 200 Metern in Kolumbien. - Guzmania musaica var. discolor H.Luther: Sie gedeiht in einer Höhenlage von etwa 700 Metern in Panama. - Guzmania musaica (Linden & André) Mez var. musaica: Sie gedeiht epiphytisch in Wäldern in Höhenlagen von 0 bis 1650 Metern in Panama sowie Kolumbien. - Guzmania musaica var. rosea H.Luther: Dieser Endemit gedeiht im feuchten Bergwald in einer Höhenlage von etwa 1100 Metern in Panama nur in Chiriqui. - Guzmania musaica var. zebrina Cutak: Dieser Endemit gedeiht auf Bäumen in einer Höhenlage von etwa 1020 Metern in Panama nur in Cocle. - Guzmania nangaritzae H.Luther & K.Norton: Die Erstbeschreibung erfolgte 2009. Sie gedeiht in Höhenlagen von 1000 bis 1300 Metern in der ecuadorianischen Provinz Zamora-Chinchipe. - Guzmania nicaraguensis Mez & Baker ex Mez (Syn.: Guzmania bracteosa sensu Donn.-Smith non (André) André ex Mez): Sie gedeiht epiphytisch in Wäldern in Höhenlagen von 635 bis 1800 Metern von Mexiko bis Zentralamerika. - Guzmania nidularioides L.B.Sm. & R.W.Read (Syn.: Guzmania kraenzliniana var. macrantha L.B.Sm.): Dieser Endemit gedeiht in Höhenlagen von 1925 bis 2000 Metern in Kolumbien nur in Choco. - Guzmania nubicola L.B.Sm.: Dieser Endemit gedeiht der oberen Schichtstufe am Hang in einer Höhenlage von etwa 1700 Metern Venezuela nur in Amazonas. - Guzmania nubigena L.B.Sm.: Sie gedeiht im Nebelwald in Höhenlagen von 1500 bis 1800 Metern in Venezuela. - Guzmania obtusiloba L.B.Sm.: Sie gedeiht terrestrisch in dichten Wäldern in Höhenlagen von 1300 bis 2000 Metern in Costa Rica sowie Kolumbien. - Guzmania oligantha Lozano: Dieser Endemit gedeiht an offenen Standorten an Hängen der kolumbianischen Anden an der Westflanke der Cordillera Occidental nur in Choco. - Guzmania osyana (E.Morren) Mez (Syn.: Guzmania recurvobracteata Rauh): Sie kommt in Ecuador vor. - Guzmania pallida L.B.Sm.: Sie gedeiht epiphytisch in Wäldern in einer Höhenlage von etwa 1200 Meter in Kolumbien. - Guzmania palustris (Wittmack) Mez: Sie gedeiht in einer Höhenlage von etwa 3500 Meter in Kolumbien nur in Cauca. - Guzmania panamensis Cáceres González: Sie wurde 2013 aus Panama in Veraguas erstbeschrieben. - Guzmania paniculata Mez: Sie kommt in Ecuador sowie Peru vor. - Guzmania pattersoniae Manzanares: Sie wurde 2002 aus der Cordillera del Cóndor in Ecuador erstbeschrieben. - Guzmania patula Mez & Wercklé: Sie gedeiht epiphytisch oder manchmal terrestrisch in Wäldern in Höhenlagen von 450 bis 1920 Metern in Costa Rica, Kolumbien, Ecuador, Venezuela sowie Brasilien. - Guzmania pearcei (Baker) L.B.Sm.: Sie gedeiht epiphytisch oder terrestrisch in Nebelwäldern in Höhenlagen von 150 bis 2400 Metern in Kolumbien sowie Ecuador. - Guzmania pennellii L.B.Sm.: Sie gedeiht epiphytisch oder manchmal terrestrisch im Dickicht und in Wäldern in Höhenlagen von 150 bis 2400 Metern in Kolumbien sowie Ecuador. - Guzmania peter-bakii Manzan., Gouda & W.Till: Die Erstbeschreibung erfolgte 2022. Sie gedeiht meist terrestrisch oder manchmal epiphytisch in Nebelwäldern der Amazonas in Ecuador in Napo, Pastaza, sowie Sucumbíos. - Guzmania plicatifolia L.B.Sm.: Sie gedeiht epiphytisch oder terrestrisch und in Wäldern in Höhenlagen von 1100 bis 1500 Metern in Costa Rica sowie Panama. - Guzmania plumieri (Griseb.) Mez: Sie gedeiht epiphytisch oder terrestrisch und in Wäldern in Höhenlagen von 600 bis 1200 Metern auf den Kleinen Antillen, in den Guyanas sowie in Venezuela. - Guzmania polycephala Mez & Wercklé ex Mez: Sie gedeiht epiphytisch in Wäldern in Höhenlagen von 1500 bis 2900 Metern in Costa Rica sowie Panama. - Guzmania poortmanii (André) André ex Mez: Sie kommt in Ecuador nur in Loja vor. - Guzmania pseudodissitiflora H.Luther & K.Norton: Sie wurde 2008 erstbeschrieben. Sie gedeiht epiphytisch in feuchten Wäldern in einer Höhenlage von etwa 900 Meter nur im ecuadorianischen Zamora-Chinchipe. - Guzmania pseudospectabilis H.Luther: Sie gedeiht in einer Höhenlage von etwa 2000 Meter nur im ecuadorianischen Imbabura. - Guzmania pungens L.B.Sm.: Sie gedeiht in Sümpfen in Höhenlagen von 705 bis 1050 Metern in Kolumbien. - Guzmania puyoensis Rauh: Sie kommt in Ecuador vor. - Guzmania radiata L.B.Sm.: Sie gedeiht in einer Höhenlage von etwa 720 Meter nur im kolumbianischen Narino. - Guzmania rauhiana H.Luther: Sie gedeiht in einer Höhenlage von etwa 1100 Meter in Ecuador nur in Carchi. - Guzmania regalis H.Luther: Sie gedeiht in Höhenlagen von 850 bis 1300 Metern in Ecuador. - Guzmania remediosensis E.Gross: Sie kommt in Bolivien nur in La Paz vor. - Guzmania remyi L.B.Sm. (Syn.: Guzmania quitense hort. ex Oeser, Guzmania melinonis var. quitensis (hort. ex Oeser) Rauh): Sie kommt in Ecuador nur in Bolivar-Guayas vor. - Guzmania retusa L.B.Sm. (Syn.: Guzmania cerifera Rauh & Barthlott): Sie kommt in Kolumbien, Venezuela, Bolivien, Peru und vermutlich auch in Guyana vor. - Guzmania rhonhofiana Harms (Syn.: Guzmania roezlii sensu L.B.Sm. non (E.Morren) Mez): Sie gedeiht epiphytisch in Wäldern in Höhenlagen von 0 bis 1200 Metern in Kolumbien sowie Ecuador: - Guzmania rhonhofiana forma variegata H.Luther: Es ist eine panaschierte Form aus Ecuador. - Guzmania roezlii (E.Morren) Mez: Sie gedeiht epiphytisch oder terrestrisch in Wäldern in Höhenlagen von 65 bis 1350 Metern von Kolumbien bis Bolivien, Guyana und Brasilien. - Guzmania rosea L.B.Sm. (Syn.: Guzmania kennedyae L.B.Sm. & R.W.Read): Kolumbien - Guzmania roseiflora Rauh: Sie gedeiht epiphytisch in Bergwäldern in einer Höhenlage von etwa 1300 Meter in Ecuador nur in Pichincha. - Guzmania rubrolutea Rauh: Sie gedeiht in einer Höhenlage von etwa 1300 Meter in Ecuador. - Guzmania rugosa L.B.Sm. & R.W.Read: Sie gedeiht terrestrisch auf offenen Standorten in einer Höhenlage von etwa 2000 Meter Kolumbien nur in Choco. - Guzmania sanguinea (André) André ex Mez: Es gibt drei Varietäten: - Guzmania sanguinea var. brevipedicellata Gilmartin: Sie gedeiht epiphytisch in Wäldern in Höhenlagen von 300 bis 2100 Metern in Ecuador. - Guzmania sanguinea var. comosa H.Luther: Sie gedeiht in einer Höhenlage von etwa 100 Meter in Kolumbien. - Guzmania sanguinea (André) André ex Mez var. sanguinea (Syn.: Guzmania sanguinea var. erecta (André) Mez, Guzmania crateriflora (Mez & Wercklé) ex Mez): Sie gedeiht epiphytisch in Wäldern in Höhenlagen von 0 bis 1050 Metern in Costa Rica, Kolumbien, Ecuador, Venezuela sowie Trinidad und Tobago. - Guzmania scandens H.Luther & W.J.Kress: Sie gedeiht in Höhenlagen von 550 bis 1700 Metern in Costa Rica sowie Panama. - Guzmania scherzeriana Mez: Sie gedeiht epiphytisch oder terrestrisch in Wäldern in Höhenlagen von 0 bis 1700 Metern in Zentralamerika Kolumbien sowie Ecuador. - Guzmania septata L.B.Sm.: Sie gedeiht epiphytisch in Wäldern in Höhenlagen von 90 bis 1100 Metern in Ecuador. - Guzmania sibundoyorum L.B.Sm.: Sie gedeiht epiphytisch oder terrestrisch in Wäldern in Höhenlagen von 2300 bis 2900 Metern in Kolumbien. - Guzmania sieffiana H.Luther: Sie gedeiht in einer Höhenlage von etwa 400 Meter in Ecuador nur in Esmeraldas. - Guzmania skotakii H.Luther: Sie gedeiht in Höhenlagen von 650 bis 750 Metern in Costa Rica nur in Cartago. - Guzmania sneidernii L.B.Sm.: Sie gedeiht in Wäldern in Höhenlagen von 1300 bis 1500 Metern in Kolumbien. - Guzmania sphaeroidea (André) André ex Mez (Syn.: Guzmania geniculata L.B.Sm., Guzmania venamensis L.B.Sm.): Sie gedeiht terrestrisch sowie epiphytisch in Höhenlagen von 1000 bis 2280 Metern und ist von Kolumbien bis Venezuela, Ecuador, Peru sowie vielleicht Guayana verbreitet. - Guzmania sprucei (André) L.B.Sm. (Syn.: Guzmania lellingeri L.B.Sm. & Read): Sie gedeiht epiphytisch sowie manchmal lithophytisch in Wäldern in Höhenlagen von 100 bis 1570 Metern und kommt in Panama sowie Kolumbien vor. - Guzmania squarrosa (Mez & Sodiro) L.B.Sm. & Pittendrigh (Syn.: Guzmania cryptantha L.B.Sm., Guzmania cryptantha var pauciflora L.B.Sm.): Sie gedeiht epiphytisch sowie manchmal terrestrisch in Wäldern in Höhenlagen von 1100 bis 1900 Metern und ist von Kolumbien bis Guayana sowie in Peru verbreitet. - Guzmania stenostachya L.B.Sm.: Sie gedeiht epiphytisch in Wäldern in Höhenlagen von 1300 bis 1900 Metern in Costa Rica. - Guzmania steyermarkii L.B.Sm. (Syn.: Guzmania plumieri (Griseb.) Mez): Sie gedeiht terrestrisch in Wäldern in Höhenlagen von 950 bis 1400 Metern in Venezuela nur im Bundesstaat Bolívar und auf den Kleinen Antillen, ob sie auch in Guyana vorkommt ist nicht gesichert. - Guzmania straminea (K.Koch) Mez: Sie ist anhand eines in Wien kultivierten Exemplars, das vielleicht aus Kolumbien stammt, erstbeschrieben worden. Über das Verbreitungsgebiet ist nichts bekannt und Exemplare befinden sich in Kultur. - Guzmania striata L.B.Sm.: Sie gedeiht in einer Höhenlage von etwa 900 Meter in Ecuador nur in Napo. - Guzmania stricta L.B.Sm.: Sie gedeiht in Höhenlagen von 720 bis 1250 Metern in Kolumbien nur in Narino. - Guzmania strobilantha (Ruiz & Pavón) Mez (Syn.: Guzmania brachycephala (Baker) Mez, Guzmania parviflora Ule): Sie gedeiht epiphytisch in Wäldern in Höhenlagen von 900 bis 1290 Metern in Peru. - Guzmania subcorymbosa L.B.Sm. (Syn.: Guzmania compacta sensu L.B.Sm.): Sie gedeiht epiphytisch in Wäldern in Höhenlagen von 50 bis 1200 Metern in Costa Rica, Panama sowie Kolumbien. - Guzmania tarapotina Ule: Sie gedeiht epiphytisch in Wäldern in Höhenlagen von 900 bis 1225 Metern in Ecuador sowie Peru. - Guzmania tenuifolia (H.Luther) Betancur & Salinas (Syn.: Guzmania morreniana var. tenuifolia H.Luther) : Diese Neukombination erfolgte 2003. Sie wurde bisher nur in einer Höhenlage von etwa 2120 Meter im peruanischen Pasco gefunden. - Guzmania terrestris L.B.Sm. & Steyermark: Sie kommt in Venezuela vor. - Guzmania testudinis L.B.Sm. & R.W.Read: Es gibt zwei Varietäten: - Guzmania testudinis var. splendida H.Luther: Sie gedeiht in Höhenlagen von 850 bis 1000 Metern in Ecuador nur in Esmeraldas. - Guzmania testudinis L.B.Sm. & R.W.Read var. testudinis: Sie kommt in Kolumbien in Chocó, Antioquia sowie Nariño, in Ecuador in Esmeraldas, Carchi, Imbabura, Pichincha sowie Cañar vor. - Guzmania teucamae H.Luther & K.Norton: Die Erstbeschreibung erfolgte 2007. Sie gedeiht in Höhenlagen von 800 bis 900 Metern in Panama nur in Darien. - Guzmania teuscheri L.B.Sm.: Sie gedeiht epiphytisch in Wäldern in Höhenlagen von 500 bis 800 Metern in Ecuador. - Guzmania triangularis L.B.Sm.: Sie wurde bisher nur in einer feuchten schattigen Schlucht des Rio Pomera in einer Höhenlage von etwa 2355 Meter in Kolumbien in Boyaca gefunden. - Guzmania undulatobracteata (Rauh) Rauh: Sie gedeiht in einer Höhenlage von etwa 1800 Meter nur im peruanischen Pasco. - Guzmania vanvolxemii (André) André ex Mez: Sie gedeiht in einer Höhenlage von etwa 2500 Meter Kolumbien nur in Tolima. - Guzmania variegata L.B.Sm.: Sie gedeiht epiphytisch sowie terrestrisch in Wäldern in Höhenlagen von 750 bis 2000 Metern in Ecuador und Peru. - Guzmania ventricosa (Griseb.) Mez: Sie gedeiht epiphytisch in Wäldern in Höhenlagen von 2000 bis 2100 Metern in Venezuela. - Guzmania victoriae Rauh: Sie gedeiht terrestrisch im dunklen feuchten Nebelwald in Peru nur in Amazonas. - Guzmania vinacea H.Luther & K.Norton: Die Erstbeschreibung erfolgte 2008. Sie gedeiht in Höhenlagen von 1800 bis 1900 Metern in Peru nur in Amazonas. - Guzmania virescens (Hook.) Mez: Sie wurde anhand eines kultivierten Exemplars, das vielleicht aus Venezuela stammt, erstbeschrieben. Es sind Exemplare in Kultur, aber über ihr Verbreitungsgebiet ist nichts gesichert bekannt. - Guzmania viridiflora E.Gross: Sie gedeiht epiphytisch in Bergwäldern in Höhenlagen von etwa 1800 Meter in Peru nur in Amazonas. - Guzmania vittata (Martius ex Schultes f.) Mez: Sie gedeiht epiphytisch in Wäldern in Höhenlagen von 200 bis 380 Metern in Kolumbien und Brasilien. - Guzmania vonbismarckii Gouda: Es gibt zwei Varietäten: - Guzmania vonbismarckii var. concolor Gouda (Syn.: Guzmania lindenii var. concolor Rauh): Diese Neukombination erfolgte 2023. Sie gedeiht epiphytisch im Bergwald in einer Höhenlage von etwa 1200 Metern im peruanischen Junin. - Guzmania vonbismarckii Gouda var. vonbismarckii: Die Erstbeschreibung erfolgte 2023. Sie gedeiht im Bergwald in einer Höhenlage von etwa 2000 Metern im peruanischen Pasco. - Guzmania weberbaueri Mez: Sie gedeiht epiphytisch sowie terrestrisch in Höhenlagen von 1000 bis 1300 Metern in Ecuador in Tungurahua sowie Napo und Peru Cuzco sowie Puno. - Guzmania wittmackii (André) André ex Mez: Sie gedeiht epiphytisch in Wäldern in Höhenlagen von 250 bis 1050 Metern in Kolumbien und Ecuador. Sie ist an vielen Hybriden beteiligt. - Guzmania xanthobractea Gilmartin: Sie gedeiht terrestrisch und auch epiphytisch in Höhenlagen von 1530 bis 1850 Metern in Ecuador. - Guzmania xipholepis L.B.Sm.: Sie gedeiht epiphytisch 5 bis 10 über der Grund in feuchten Wäldern in Höhenlagen von 2300 bis 2700 Metern Peru nur in Amazonas. - Guzmania zahnii (Hook. f.) Mez: Es gibt zwei Varietäten: - Guzmania zahnii var. longiscapa Rauh: Dieser Endemit gedeiht epiphytisch in einer Höhenlage von etwa 1500 Metern in Panama nur in El Boquette. - Guzmania zahnii (Hook. f.) Mez var. zahnii: Sie wurde anhand eines kultivierten Exemplars, das 1870 in Panama gesammelt wurde und 1873 blühte, erstbeschrieben. Es sind Exemplare in Kultur, aber über ihr Verbreitungsgebiet (Costa Rica, Panama) ist wenig bekannt. Sie ist an vielen Hybriden beteiligt. - Guzmania zakii H.Luther: Sie gedeiht in Höhenlagen von 265 bis 320 Metern in Ecuador in Pastaza sowie Sucumbios. |

- xGuzlandsia barbiei (Rauh) Gouda (Syn.: Guzmania barbiei Rauh): Sie gilt seit 2020 als Gattungshybride: Es handelt sich um eine Naturhybride aus Guzmania monostachia × Tillandsia complanata. Sie gedeiht terrestrisch in einer Höhenlage von etwa 400 Metern in Ecuador.[1]

## Nutzung
Einige Arten und deren Sorten werden als Zierpflanzen in tropischen Parks sowie Gärten verwendet und sie sind als Zimmerpflanzen geeignet.

### Vermehrung und Pflege als Zierpflanze
Die gärtnerische Vermehrung erfolgt meist durch Aussaat. Auch Meristemkultur wird bei einigen Sorten zur Massenvermehrung eingesetzt.
Die Blühzeit kann je nach Art etwa ein halbes Jahr lange dauern, danach stirbt die Mutterpflanze allmählich ab.
Bei der Pflege als Zierpflanze bildet die Mutterpflanze nach der Blüte vegetative Ableger, sogenannte Kindel. Diese sollten möglichst noch einige Zeit mit der Mutterpflanze verbunden bleiben. Jungpflanzen brauchen einen halbschattigen Platz, mit hoher Luftfeuchtigkeit. Ausgewachsene Pflanzen, die bereits zu blühen begonnen haben, gedeihen überall, wo es hell genug ist. Vor der Blütezeit sollte im Trichter immer ausreichend Wasser stehen.

## Bilder
Einige Sorten, die als Zierpflanzen verwendet werden:
- Guzmania wittmackii-Hybride,
Züchter Corn. Bak,

Ausschnitt des Blütenstandes.

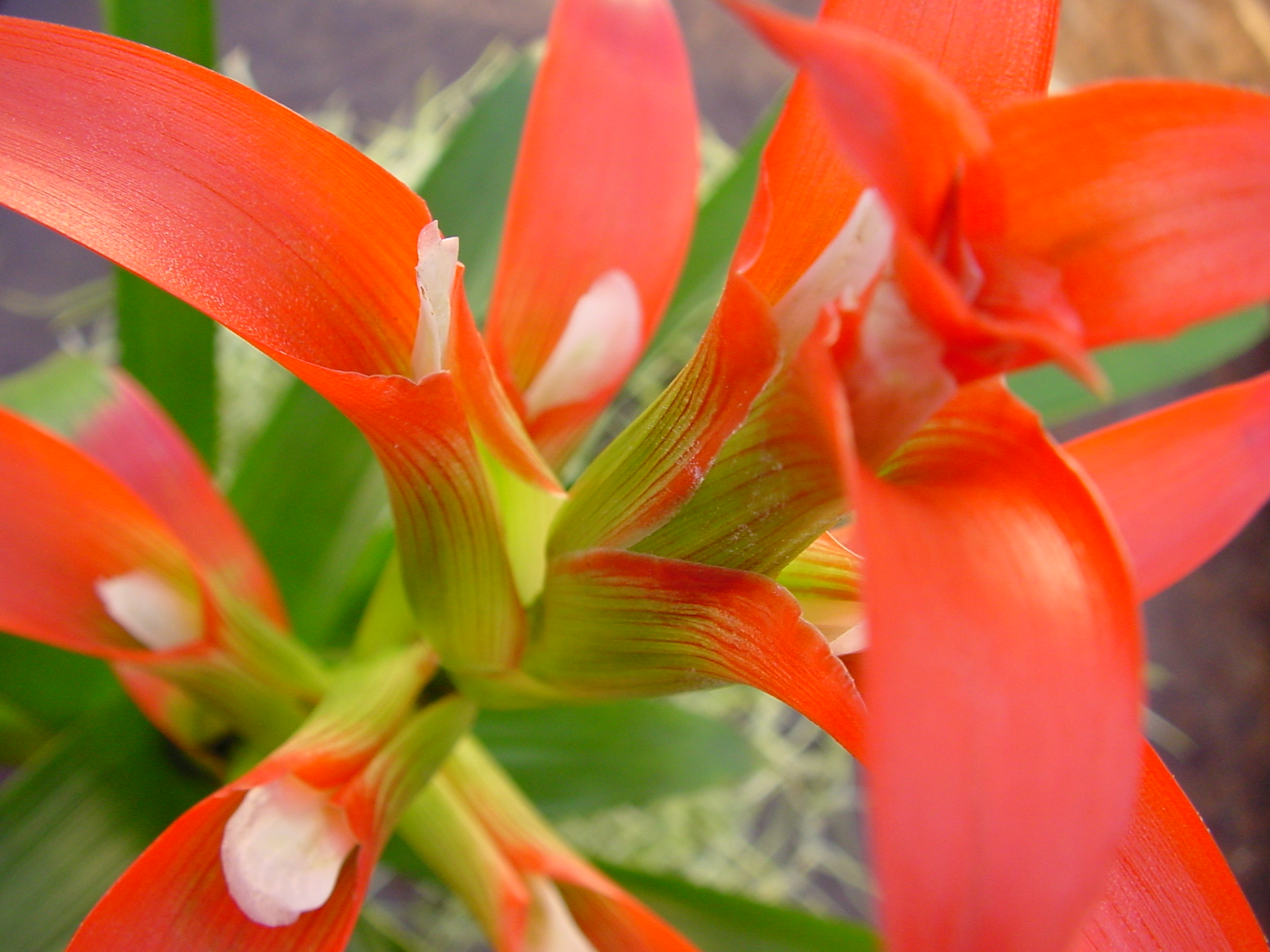
Guzmania-Hybride ‘Rana’, Züchter Corn. Bak, Eltern: G. wittmackii ‘Red’ × G. lingulata var. cardinalis Infloreszenz mit orangen Hochblättern und Blütenknospen.
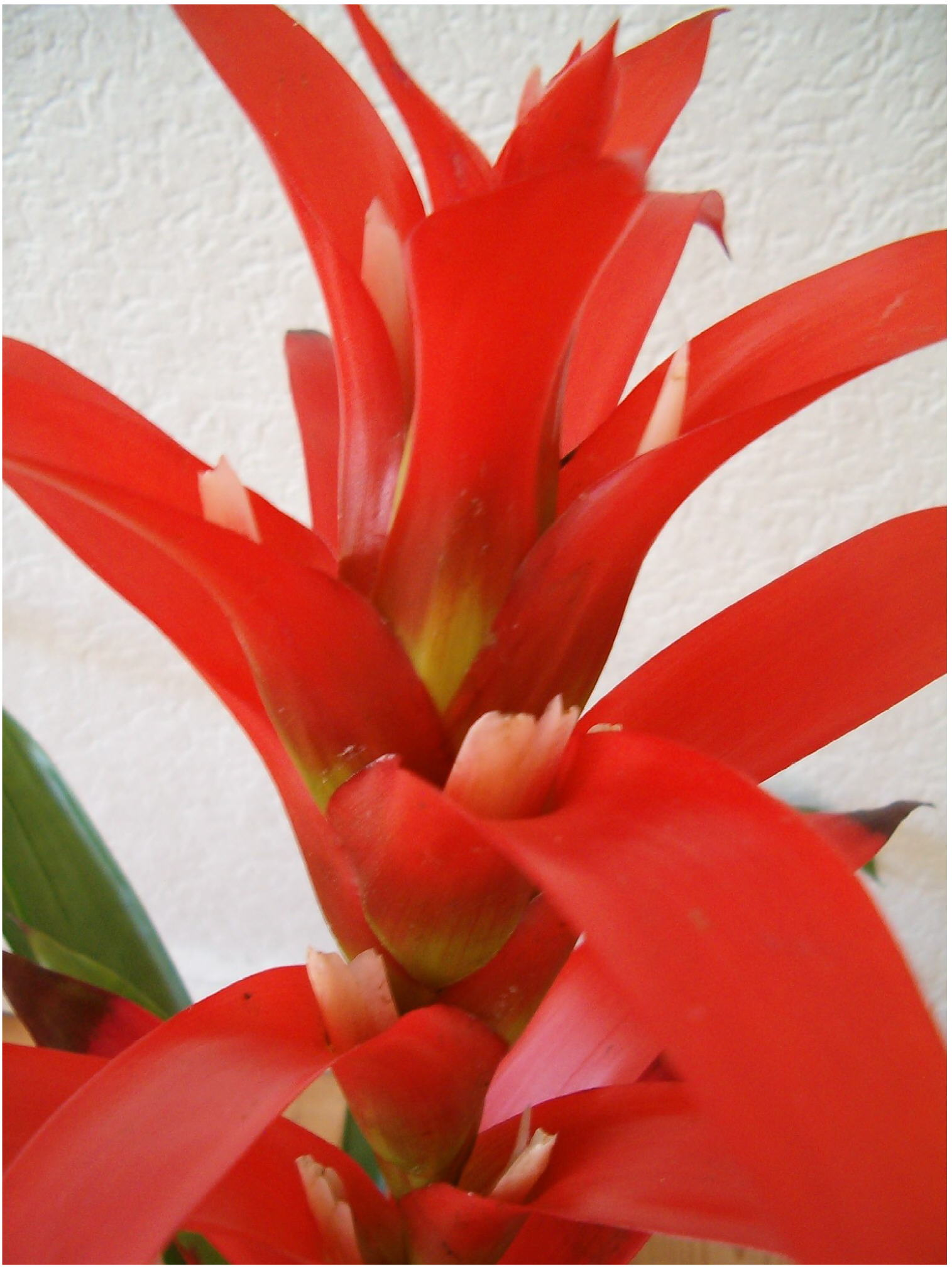
Guzmania-Hybride ‘Rana’, Züchter Corn. Bak, Eltern: G. wittmackii ‘Red’ × G. lingulata var. cardinalis Infloreszenz mit orangen Hochblättern und Blütenknospen.
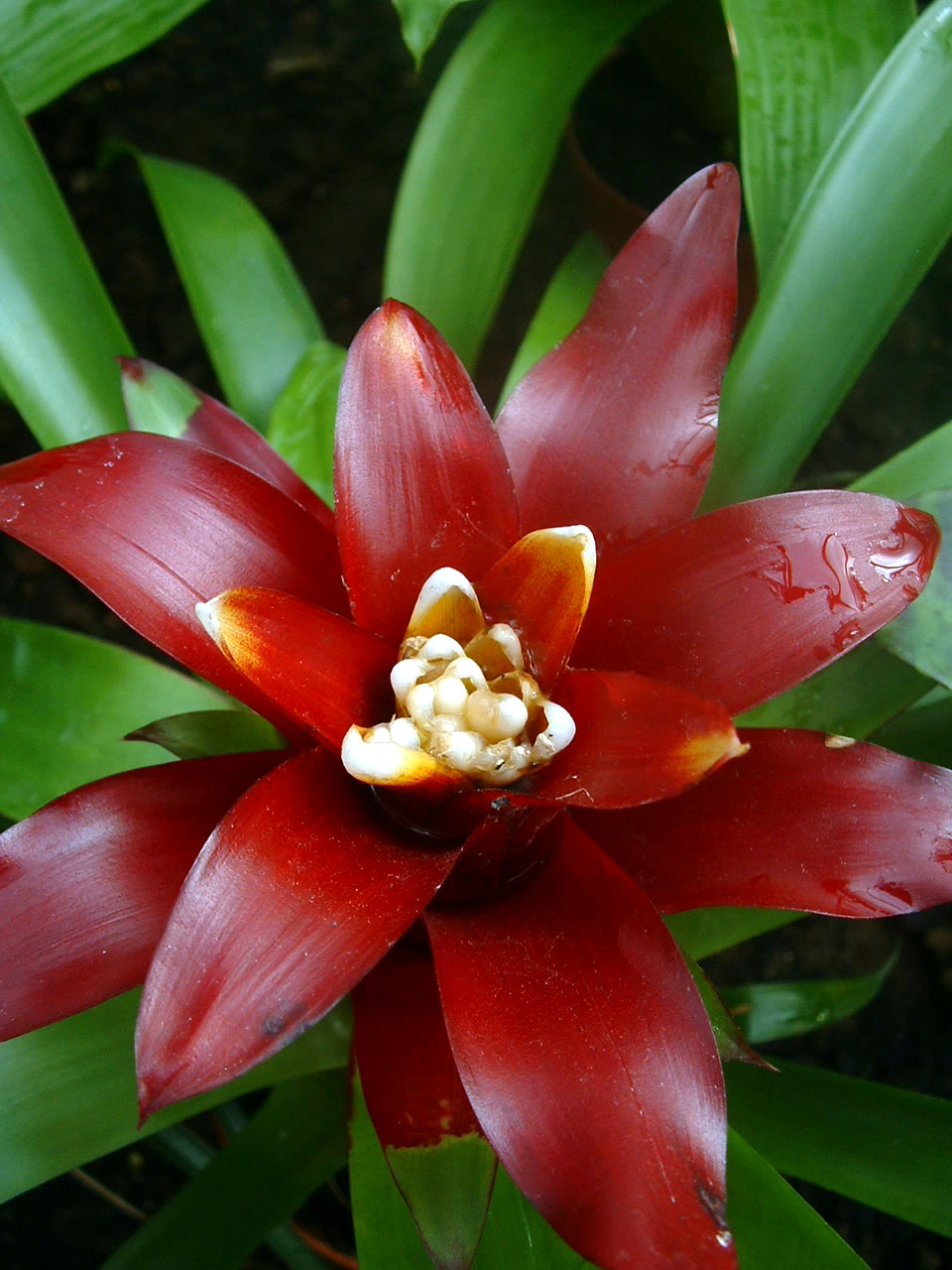
Guzmania lingulata var. minor-Hybride, (Handelsname ist Guzmania minor), beliebte kleine Sorte als langblühende Zimmerpflanze.
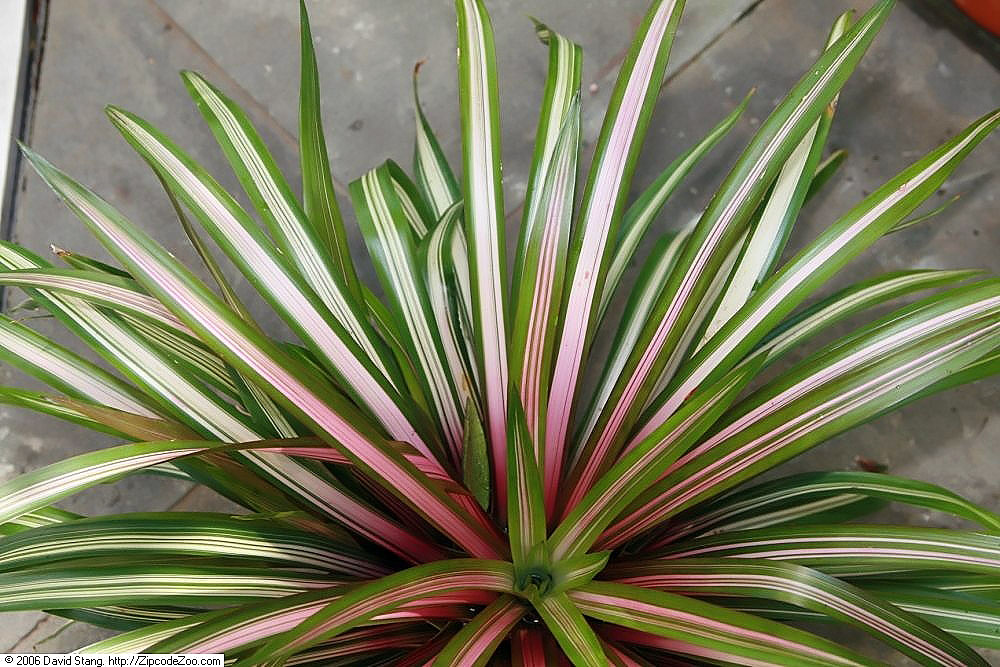
Es gibt auch panaschierte Sorten von Guzmania, hier ‘Marina’